# ダッジ・チャレンジャー
チャレンジャー（Challenger ）とは、アメリカ合衆国の自動車メーカークライスラーがダッジブランドより販売している乗用車である。

## 初代（1970年-1974年）
1969年、70年モデルとしてデビュー。当時広がりを見せつつあったポニーカー市場に参入すべく開発された。プリムス・バラクーダのE-Bodyプラットフォームをベースにホイールベースを延長し、外装を薄板ボディ化するなど大胆な変更がなされた。ボディデザインは1966年型ダッジ・チャージャーをデザインしたカール・キャメロンが担当した。
チャレンジャーは人気を博し、1970年には8万台のセールスを記録した。この時期、既にポニーカー市場は縮小傾向にあり、1971年以降の販売は振るわなかったものの、生産は1974年まで継続され、累計販売台数は16万5千台を越えた。
主なグレード構成は直列6気筒搭載のチャレンジャー6、V型8気筒搭載のチャレンジャーV8、V型8気筒搭載のホットグレードとなるチャレンジャーR/T(Road/Track)の3種類。R/Tは1971年を最後にラインナップから消滅し、2年後の1973年に一度復活したものの翌年には再び消滅している。
このほか、トランザムレースのホモロゲーションモデルであるチャレンジャーT/Aが1970〜71年にかけて存在した。エンジンは340をベースに改良した340＋6(340シックスパック)を搭載していた。当初の目的であるトランザムレースへの参戦は果たせなかったが、市販モデルの生産は続行され、最終的に約2500台が販売された。
なお、T/Aは同じくクライスラー系列のブランドであるプリムスよりAARクーダとして販売されていた。

## 2代目（1977年-1983年）
1977年、三菱・ギャランΛのOEMモデルとしてチャレンジャーの名が復活。コンクエスト（三菱・スタリオンのOEMモデル）とダッジ・デイトナが発売される1983年まで販売された。
初代モデルと名称以外の共通点はない。

## 3代目（2008年-2023年）
3代目チャレンジャーのコンセプトカーが2006年の北米国際自動車ショーで発表され、2008年4月14日から発売が開始された。2005年に生産を終えたストラトスクーペの後継でもあり、同社の300Cのプラットフォームを使用している。当該モデルはLXプラットフォームに6100ccL型ヘミV8エンジンを搭載したもので、そのスタイリングも1970年モデルを彷彿させるデザインが採用されている。
日本での正規販売はされていないものの、一部の輸入車ディーラーによる並行輸入での新車購入が可能となっている。

## ギャラリー

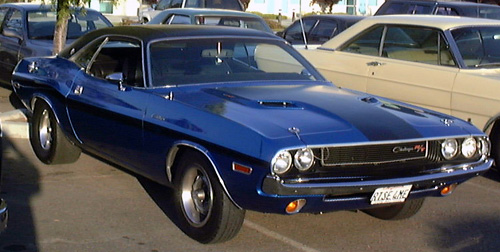
1970年モデル R/T
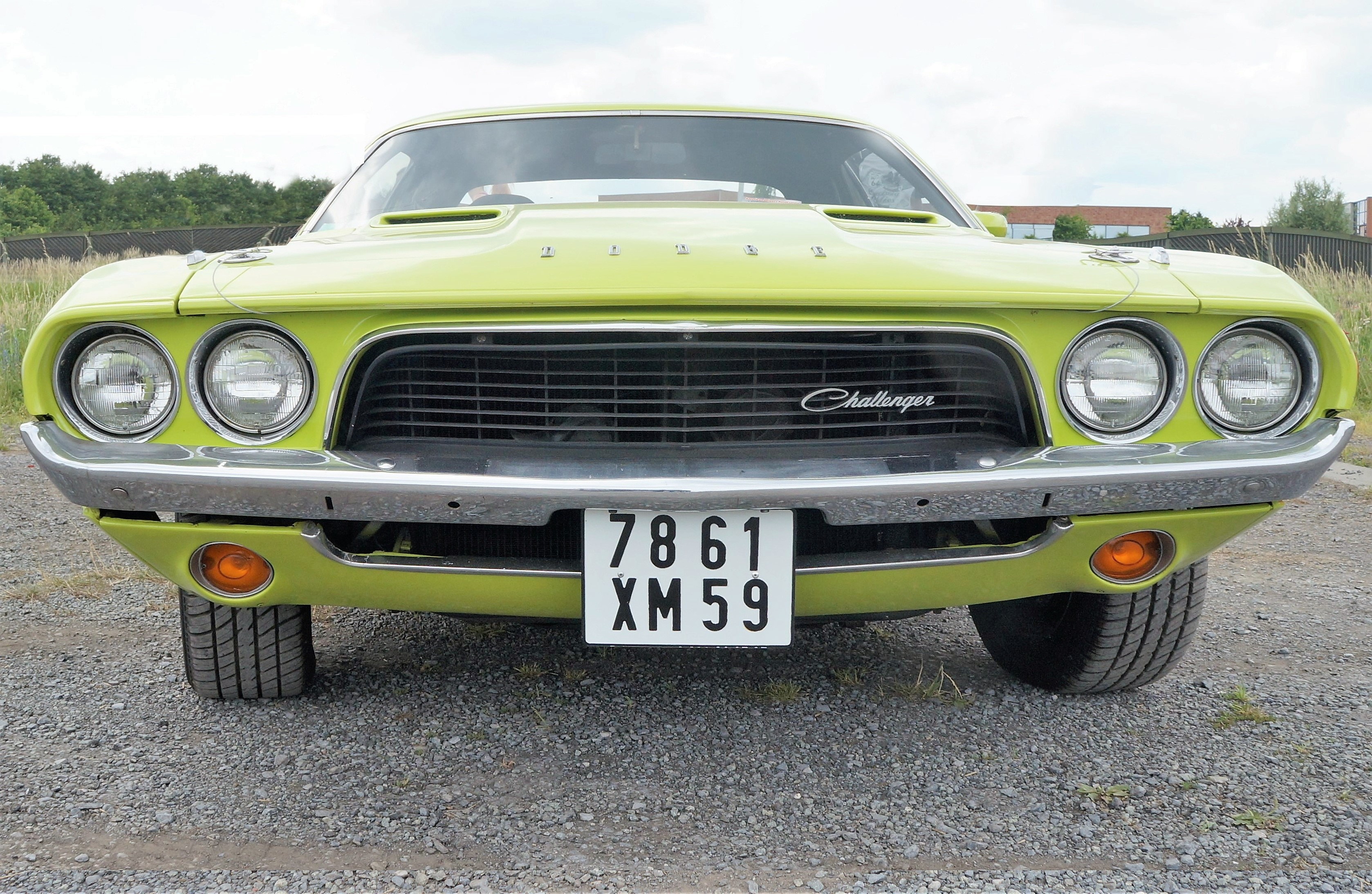
1972年モデル フロントビュー
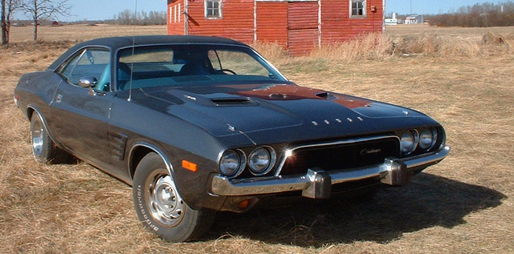
1973年 ダッジ・チャレンジャー・ラリー
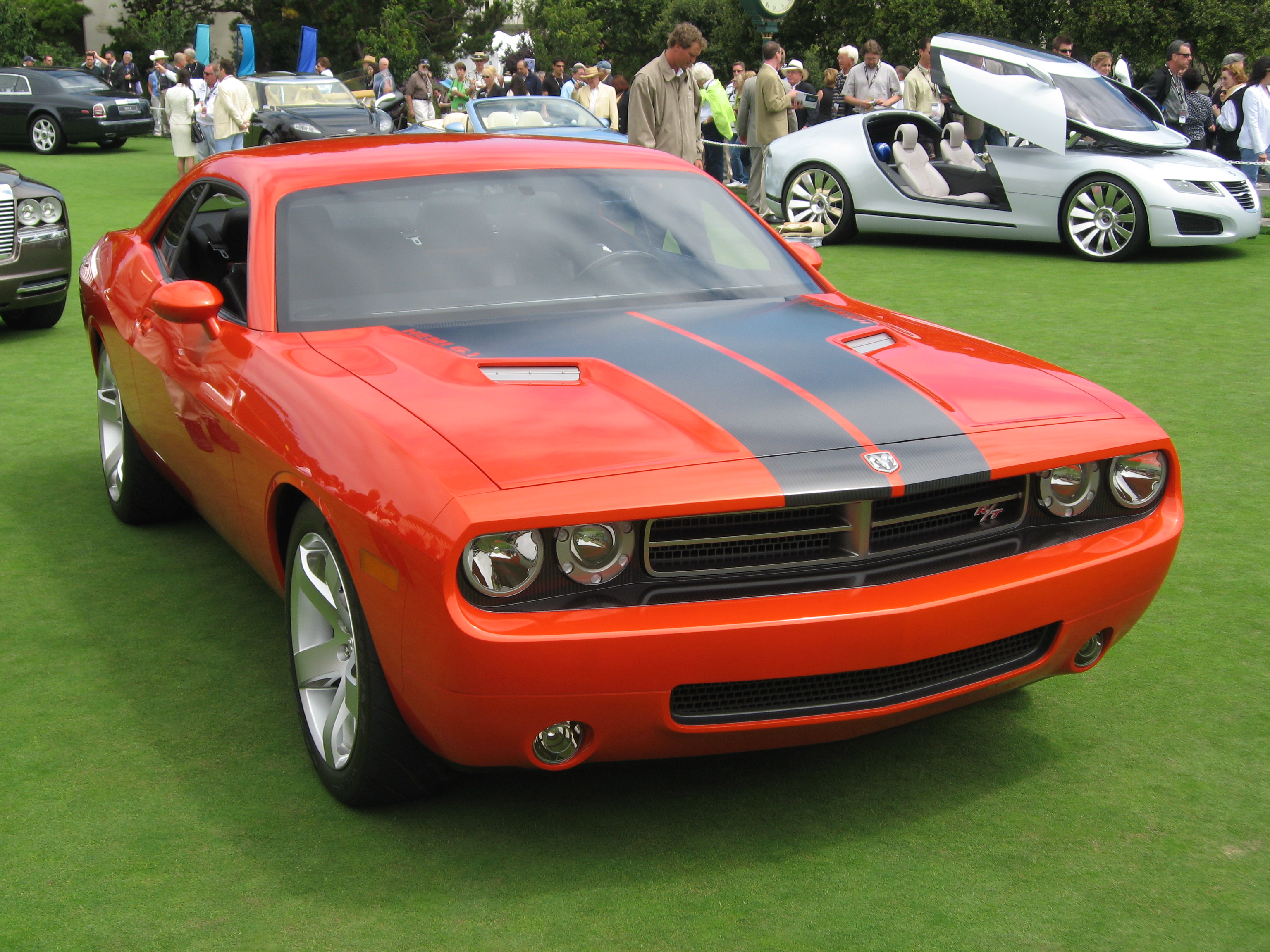
ダッジ・チャレンジャーコンセプトカー（2006）
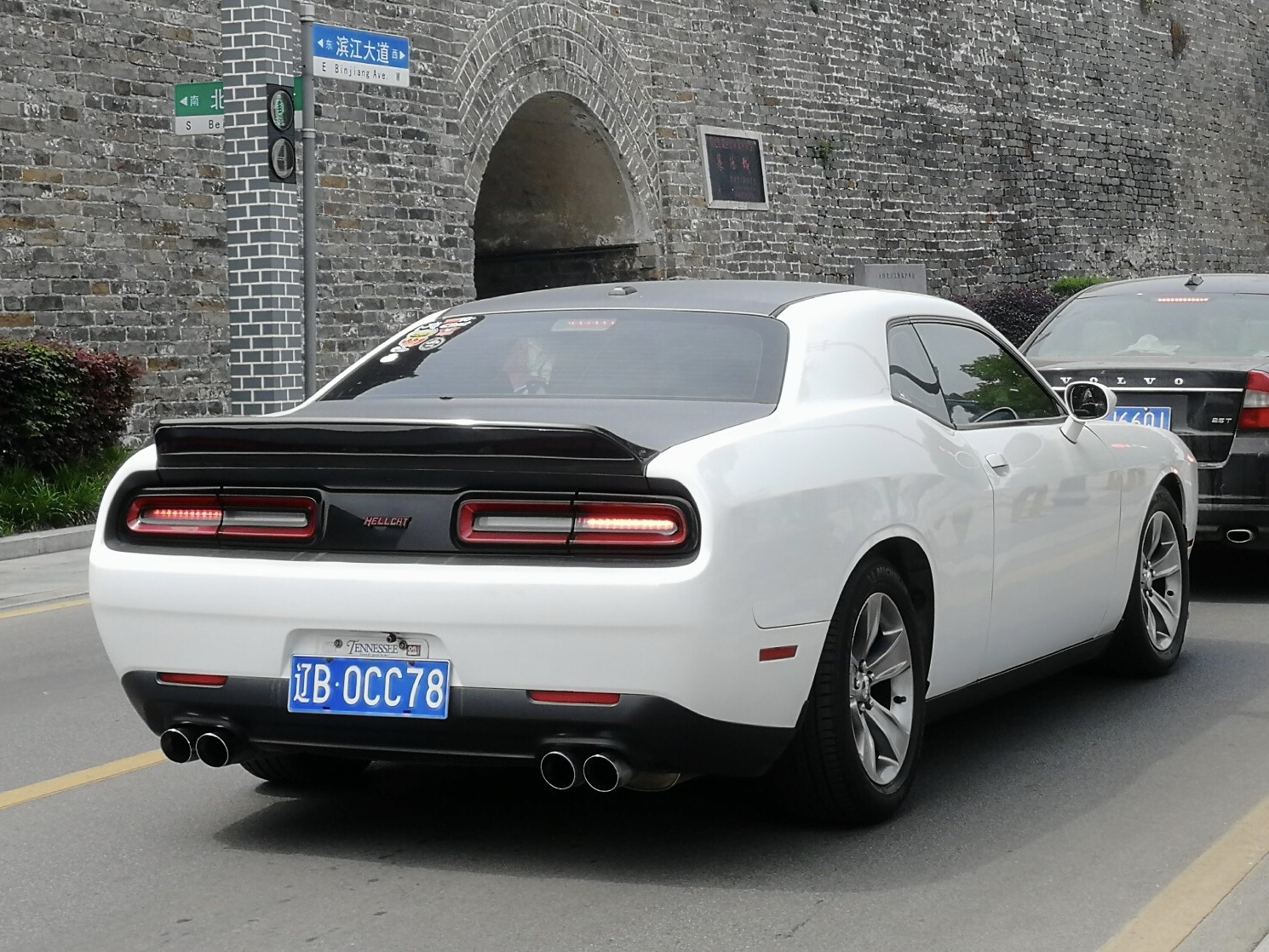
ダッジ・チャレンジャー リア（中国）
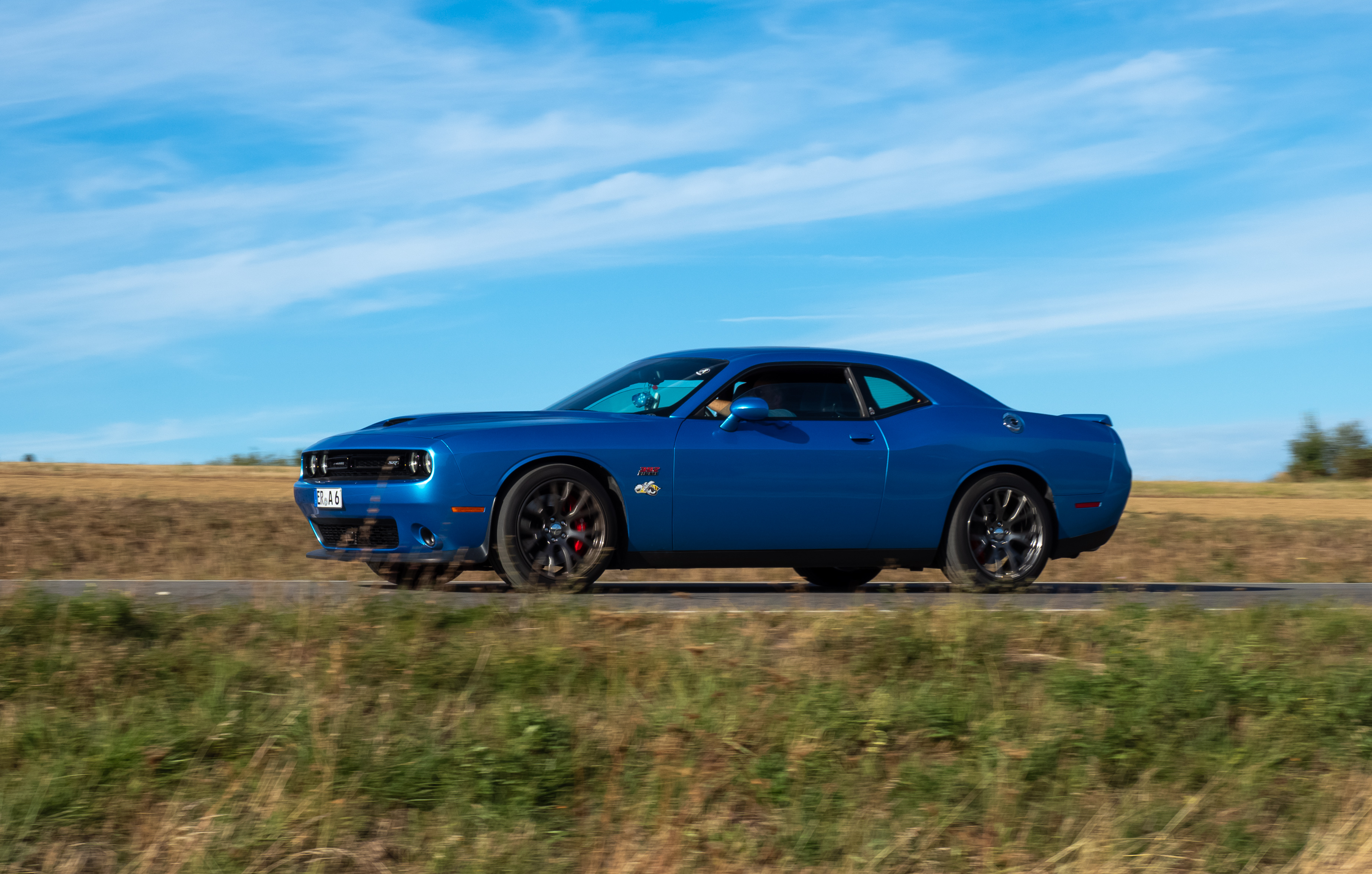
ダッジ・チャレンジャーSRTヘルキャット

## 登場作品
YouTubeで配信されたアニメfire city wheelsではこの車をモデルにしたガードという名前のキャラクターが登場している。